# Villacid de Campos (kommunhuvudort)
Villacid de Campos är en kommunhuvudort i Spanien.   Den ligger i provinsen Provincia de Valladolid och regionen Kastilien och Leon, i den norra delen av landet, 220 km nordväst om huvudstaden Madrid. Villacid de Campos ligger 779 meter över havet och antalet invånare är 102.
Terrängen runt Villacid de Campos är platt, och sluttar västerut. Runt Villacid de Campos är det glesbefolkat, med 9 invånare per kvadratkilometer. Närmaste större samhälle är Villalón de Campos, 7,7 km öster om Villacid de Campos. Trakten runt Villacid de Campos består till största delen av jordbruksmark.